# Антал Сабо
Антал Сабо (мађ. Szabó Antal; Шорокшар, 4. септембар 1910 — Ниртинген, 18. април 1972) био је мађарски голман који је играо 1930-их. Сабо је био голман Мађарске када су стигли до финала Светског првенства 1938. Сабо је изразио олакшање након пораза његове екипе од Италије упркос томе што је у поразу пропустио четири гола. Осврћући се на Мусолинијеве претње пре меча (Ил Дуче је погрешно цитиран да говори италијанским играчима да „Победе или умри“), Сабо је рекао: „Можда сам пустио четири гола, али сам им барем спасао животе“.
На клупском нивоу Сабо је играо за МТК. Укупно је одиграо 40 утакмица за репрезентацију Мађарске.